# Batalha de Brunete
A Batalha de Brunete (6 julho - 25 julho 1937), foi uma tentativa dos republicanos de aliviar a pressão exercida pelos nacionalistas sobre a capital e o norte da Espanha durante a Guerra Civil Espanhola, foi travada 15 milhas a oeste de Madrid.  Embora inicialmente bem sucedida, os republicanos foram forçados a recuar de Brunete sofrendo perdas devastadoras.

## Antecedentes
Após a captura de Bilbao pelos nacionalistas em 19 de junho, os republicanos planejaram o ataque a Brunete para desviar as forças nacionalistas do norte e permitir aos republicanos em retirada de se reorganizarem. Além disso, Brunete também foi escolhida porque estava situada na estrada da  Extremadura e sua captura tornaria mais difícil para os nacionalistas reabastecer suas forças que  sitiavam Madrid.
Do ponto de vista político, a ofensiva de Brunete foi realizada para satisfazer as demandas do partido comunista espanhol e provar aos russos que os espanhóis possuíam iniciativa militar. Na verdade, os assessores russos vinha pressionando para se realizar o ataque a Brunete desde a primavera de 1937.
Além disso, o apoio da União Soviética tinha diminuído devido ao bloqueio bem sucedido dos portos republicanos pelos nacionalistas. O primeiro-ministro Juan Negrín precisava convencer o ministro francês Camille Chautemps que a República espanhola ainda era capaz de uma ação militar após as perdas desastrosas nas batalhas de Málaga e Bilbao.  Os republicanos acreditavam que uma demonstração de força em Brunete iria persuadir a França a abrir suas fronteiras aos carregamentos de armas.
Ao iniciar-se a batalha de Brunete os republicanos dispunham de uma maioria esmagadora. O exercito republicano atacante contava ao todo com quase 85 000 homens, e 130 tanques e a forca aérea compunha-se de uns 150 aviões. Três dos seis comandantes de divisão eram generais soviéticos. Também os tanques e as esquadrilhas estavam sob ordens dos russos.

## Consequências
No final da batalha, os Republicanos não conseguiram interromper a estrada da Extremadura, mas eles ainda mantinham as aldeias de Villanueva de la Cañada, Quijorna e Villanueva del Pardillo. Deste ponto de vista, ambos os lados foram capazes de reivindicar a vitória. As perdas de homens e equipamentos na batalha foram muito mais pesadas para os republicanos do que os nacionalistas. Na verdade, o exército republicano perdeu muito de seu indispensável equipamento e muitos dos melhores soldados: mais de 25 000 mortos e feridos, especialmente as baixas nas Brigadas Internacionais, o batalhão britânico (Copeman) ficou reduzido a 80 homens; os dois contingentes de voluntários americanos tiveram que ser fundidos num só batalhão, sofrendo 4 300 baixas em um total de 13 353.
A obsessão comunista com a propaganda, frequentemente as custas da vida dos soldados, ocasionou diversos motins nas brigadas internacionais. As tropas estavam horrorizadas pelas enormes perdas, principalmente porque suspeitavam que a maioria deles não tinha servida para nada em um massacre sem sentido. Devido a estes fatos a batalha pode ser visto como uma vitória estratégica nacionalista.
Politicamente, os comunistas sofreram uma perda de prestígio, porque a ofensiva não conseguiu interromper a conquista do norte da Espanha pelas tropas nacionalistas.